# 고레섬

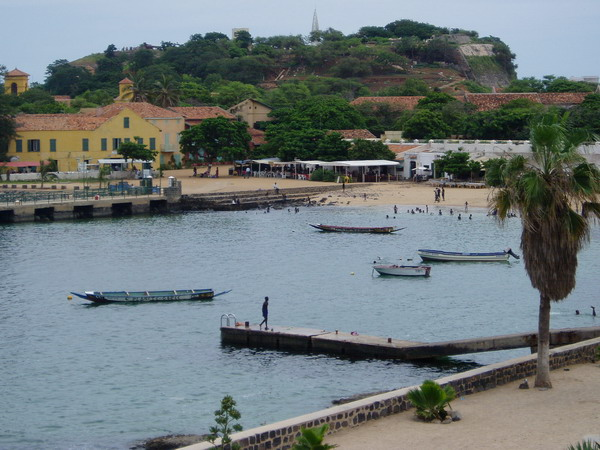

고레섬(프랑스어: Île de Gorée)은 세네갈의 수도 다카르 동쪽 3km 앞바다에 있는 작은 섬으로, 길이는 900m, 폭은 300m이다. 이 섬은 이전에는 노예무역의 중계지였다. 이 때문에 섬 안에 있는 역사 박물관에는 비참한 노예들의 역사를 보여주는 여러 가지 유물이 전시되어 있다. 노예들이 생활하고 있었던 돌로 지은 ‘노예의 집’도 있다.